# Von Güntersberch

porträt Carl Gustaf von Güntersberch (Herman Wiebe 1697, Nationalmuseum, Stockholm)

von Güntersberch var en svensk adelsätt.
Ättens äldsta kända stamfader var Christoffer von Güntersbergh som 1626 fick i förläning Uddernhof i Ringens sn i Livland. Hans son Christoffer Güntersberch föddes i Livland och var överste i Halländska regementet när han 1664 naturaliserades som svensk adelsman. I sin ansökan om naturalisation talar den sedermera adlade Christoffer Güntersberch om sin fader "Christoffer von Güntersbergh, som i många år låtit sig bruka uti konung Gustaf Adolfs och Sveriges rikets tjänst för en major". Riddarhusstamtavlan upptager emellertid felaktigt som ättens stamfäder en viss Nicolaus Güntersberch och en dennes föregivne son Joakim, vilka säkerligen äro en och samma person eller den Jochim Niclaus Guntelberg som 1625 4/10 förlänades med Kaugositz och Moisekatz, båda i Pölwe sn, Livland och väl tillhörde samma släkt.
Christoffer (den yngre) blev sedermera överste för adelns fördubblingstjänst, överkommendant och generalmajor över infanteriet. Hans hustru, Brita Sophia Strömberg var dotter till borgmästaren Peder Gudmundsson som adlats, och dennes hustru Catharina Törnsköld som var Bureättling. Paret besatt Mojsekull, Pert och Uddern i Ringens socken och Gärdeshof i Sverige. Fem söner inträdde i militären och stupade i strid eller avled i kringsfångenskap.
Äldsta dottern Anna Margareta von Güntersberch gifte sig med generalmajoren Johan Otto von Vicken som ärvde von Güntersberchs gods; genom detta äktenskap blev hon stammoder till hela den svenska ätten von Vicken.
Hennes syster Elisabeth von Güntersberch gifte sig Aminoff och en tredje syster var gift Ridderhielm. En sjätte bror, Per von Güntersberch, var kapten och avled 1701 till följd av skador han ådragit sig i Narva. Han hade innan dess gift sig och fått tre barn, en dotter gift Lemens, en son död som barn, och löjtnanten vid Västmanlands regemente Carl Christoffer von Güntersberch som stupade i Norge 1718 och slöt ätten på svärdssidan.